# 李淳 (弘治壬戌進士)
李淳（1461年—1519年），字原朴（一字元朴），直隸安慶府太湖縣人，明朝政治人物。

## 生平
弘治十一年（1498年）戊午科第二十八名舉人。弘治十五年（1502年）中式壬戌科三甲第一百零三名進士。授行人司行人，治理鲁王府喪事，并宣布詔書。正德三年（1508年）六月选授刑科给事中，奉命查盘陕西延绥宁夏仓库，九年二月升浙江按察司佥事，调任广西佥事，十四年卒于官，享年五十九。

## 家族
曾祖李友敬；祖父李德富；父李璋，陰陽正術。母秦氏。